# FlowinImmO
FlowinImmO oder kurz ImmO (* 23. September 1975 als Immo Wischhusen in Bremen) ist ein deutscher Rapper. Er zählt zu den Veteranen des deutschen Hip Hop.

## Karriere
ImmO gründete zusammen mit dem später auch solo erfolgreichen Ferris MC, bürgerlich Sascha Reimann, und dem mittlerweile nicht mehr im Musikbusiness aktivem DJ Pee Anfang der 1990er-Jahre die Gruppe F.A.B. alias Freaks Association Bremen. Ihr erstes Album „Freaks“ erschien 1995, es folgten diverse Singles und im Jahre 1997 die „ERiCH Privat EP“, welche die letzte Veröffentlichung darstellt. Nach einem Streit zwischen Ferris und ImmO löste sich F.A.B. Ende 1997 auf.
Ferris MC zog darauf nach Hamburg, ImmO hingegen blieb zunächst in Bremen. Im Jahre 2000 nahm er in Eigenregie das Album „Terra Pi“ auf und veröffentlichte es über sein eigenes Label Immonopol. Das Album erreichte trotz guter Kritiken infolge eines sehr experimentellen Stils sowie sprachlicher und melodischer Eigenwilligkeit keine hohen Verkaufszahlen. Ende 2001 ging er für das Goethe-Institut als erster Hip-Hop-Künstler auf Südost-Asien-Tour und spielte Konzerte in Jakarta (Indonesien), Singapur und Bangkok (Thailand).
2002 zog ImmO nach Berlin, wo er mit diversen lokalen Hip-Hop-Künstlern zusammenarbeitete und mit der Produktion eines weiteren Solo-Albums begann.
Auf Grund der erfolgreichen Auftritte in Bangkok wurde er an den Verband Christlicher Pfadfinderinnen und Pfadfinder weiterempfohlen, um auf dem 20. World Scout Jamboree 2002/2003 Rap-Workshops zu geben. Dort verbrachte er den Jahreswechsel mit 30.000 Pfadfindern in Thailand. Daraus folgten Rap-Workshops beim 21. World Scout Jamboree 2007 in England und auch beim 22. World Scout Jamboree 2011 in Schweden.
Im Frühjahr 2005 erschien die Single „Weltschmerz“, zu welcher unter der Regie von Andreas Schaap und Moritz Stumm auch ein Musikvideo produziert wurde. Darauf folgte das Album "Grenzenlose Freiheit.
Im Juli 2005 erhielt er „wegen Bedrohung und Beleidigung“ diverser Personen Hausverbot von seinem Musikverlag Universal Music, als er die Rückgabe der Verlagsrechte per Telefon nicht erreichte und persönlich in der Empfangshalle erschien. Seine Platten vertrieb er damals unabhängig über Groove Attack.
Mit seiner Live-Band, den Les FREAQZ, spielte er von 2004 bis 2009 zahlreiche Konzerte im deutschsprachigen Raum. Im Frühjahr 2006 wirkte er in Berlin an der Komischen Oper als Guglielmo an der HipH'Opera-Inszenierung von Mozarts „Così fan tutte“ mit. Er war Gastsänger beim Titel „Morgen gestern“ auf dem im Mai 2006 erschienenen Album „Weit weg“ von Clueso. Im Februar 2009 vertrat FlowinImmO mit Urlaub am Attersee das Bundesland Bremen beim Bundesvision Song Contest und belegte den 11. Platz.
FlowinImmO war von 2001 bis 2007 jährlich auf dem splash!-Festival auf der Bühne des Festivalguide-Standes und unterhält dort sein Publikum mit Freestyles und Interviews diverser nationaler und Internationaler Hip-Hop-Künstler.
Im Mai 2009 kam es in Bremen bei dem Wettbewerb „Ein Lied für Europa“ zu einem Eklat, als ImmO als Jury-Mitglied bei der Preisverleihung einen mit einem Sonderpreis ausgezeichneten Beitrag von Bremer Grundschülern lautstark als „europafaschistisch“ bezeichnete und sich dabei auch im Ton vergriff. Bei einer nachfolgenden Europaveranstaltung am Folgetag, bei der er als „Special Guest“ auftrat, gab er sich dann versöhnlicher. Er erarbeitete mit den erst- und zweitplatzierten Schülern des Wettbewerbs ein gemeinsames Lied und bot seine Hilfe bei der professionellen Vertonung an, ohne sich allerdings für sein Verhalten am Vortag zu entschuldigen. Vom Programm her waren die betroffenen Grundschüler an der Nachfolgeveranstaltung auch nicht mehr beteiligt.
2014 finanzierte er mit Hilfe eines erfolgreichen Crowdfundings die Veröffentlichung des Albums "Geschlossene Gesellschaft". Auf diesem Album setzte er sich inhaltlich mit seinen bipolaren Erfahrungen auseinander.
Ende 2015 zog er zurück nach Bremen, um dort ein neues Kapitel seiner künstlerischen Laufbahn zu beginnen. Seit 2016 veranstaltet er dort jeden Sommer das Kulturexperiment "Die Komplette Palette", ein Open Air Gelände direkt an der Weser mit Konzertbühne, Strandbar, diversen Sitzmöglichkeiten und künstlerischen Installationen. Eine weitere Palettenbühne errichtet er ebenfalls seit 2016 auf dem preisgekrönten Watt en Schlick Fest in Dangast.

## Diskografie

### Alben
- 2000: Terra Pi (Immonopol)
- 2005: Grenzenlose Freiheit (Immonopol)
- 2008: Jetzt (EP) (Immonopol)
- 2009: Immoment (313 JWP)
- 2014: Geschlossene Gesellschaft (Immonopol)
- 2019: Schutt und Asche (Immonopol) mit FILMMM
- 2020: Feierabend (Immonopol) mit René Schier

### Singles
- 1999: Moin Moin/Jaman (Immonopol)
- 2000: Damenwahl (Immonopol)
- 2005: Weltschmerz (Immonopol)
- 2009: Urlaub am Attersee (313 JWP)
- 2021: Unendlich Sommer (Immonopol) als Papa Lette mit Slo Five

### Hörspiele
- 2005: Dramat Mixe 05 (Paul Plamper und Beat Halberschmidt; Produktion: WDR/Hoerspielpark)